# Nowy Dwór (gmina)
Nowy Dwór – gmina wiejska w Polsce położona w województwie podlaskim, w powiecie sokólskim. W latach 1975–1998 gmina administracyjnie należała do województwa białostockiego.
Gmina Nowy Dwór leży na północno-wschodnich krańcach Powiatu Sokólskiego, na granicy Polski z Republiką Białorusi, w otulinie Biebrzańskiego Parku Narodowego. Siedzibą gminy jest Nowy Dwór leżący nad rzeką Biebrzą, która bierze swój początek w miejscowości Talki.
Według danych z 30 czerwca 2008 gminę zamieszkiwało 2859 osób.

## Struktura powierzchni
Według danych z roku 2002 gmina Nowy Dwór ma obszar 120,88 km², w tym:
- użytki rolne: 79%
- użytki leśne: 14%

Gmina stanowi 5,88% powierzchni powiatu.

## Demografia

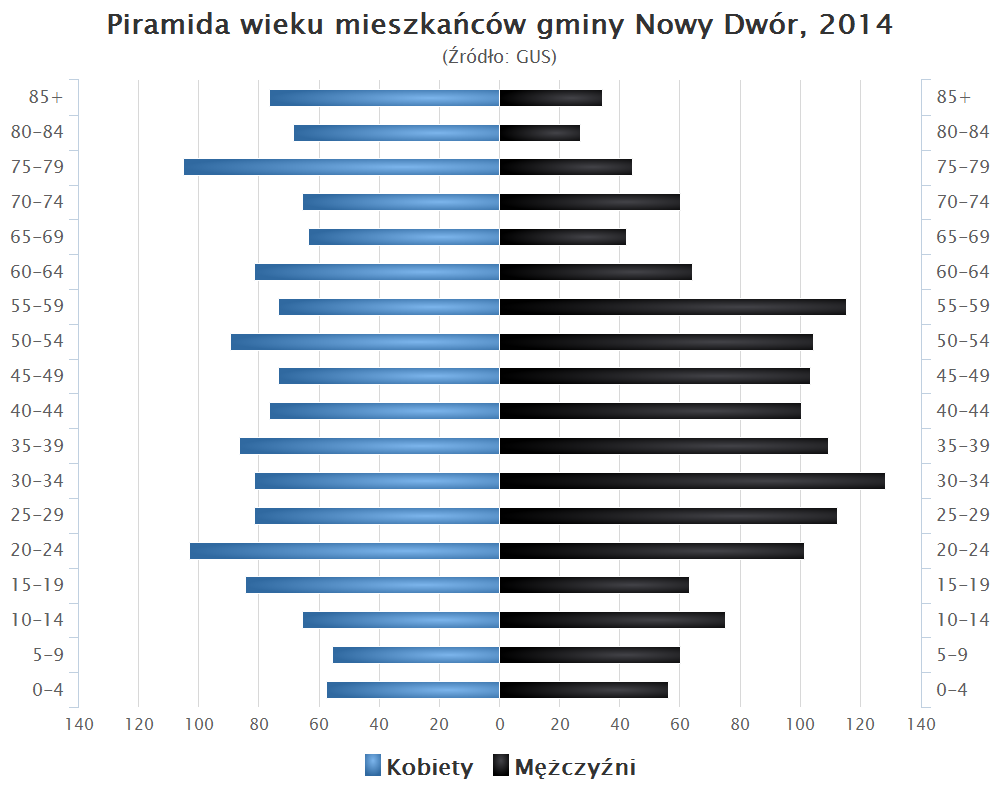
Piramida wieku mieszkańców gminy Nowy Dwór w 2014 roku

Dane z 30 czerwca 2008:
| Opis                              | Ogółem | Ogółem | Kobiety | Kobiety | Mężczyźni | Mężczyźni |
| --------------------------------- | ------ | ------ | ------- | ------- | --------- | --------- |
| jednostka                         | osób   | %      | osób    | %       | osób      | %         |
| populacja                         | 2859   | 100    | 1448    | 50,65   | 1411      | 49,35     |
| gęstość zaludnienia (mieszk./km²) | 23,65  | 23,65  | 11,98   | 11,98   | 11,67     | 11,67     |

## Sołectwa
Bieniowce, Bieniowce-Kolonia, Bobra Wielka, Butrymowce, Chilmony, Chilmony-Kolonia, Chorużowce, Chworościany, Dubaśno, Grzebienie-Kolonia, Jaginty, Koniuszki, Kudrawka, Nowy Dwór I, Nowy Dwór II, Plebanowce, Ponarlica, Rogacze, Sieruciowce, Synkowce.
Miejscowości podstawowe bez statusu sołectwa: Chwojnowszczyzna, Leśnica, Talki.

## Sąsiednie gminy
Dąbrowa Białostocka, Kuźnica, Lipsk, Sidra. Gmina sąsiaduje z Białorusią.